# Roussel de Bailleul
Roussel de Bailleul (gestorven: Perinthus, 1078) was een Normandische avonturier die kortstondig een Normandische staat wist te vestigen in Anatolië.

## Biografie

### Vroege jaren
De precieze afkomst van Roussel de Bailleul is onbekend, maar zijn voornaam zou in het Latijn Ursellus zijn geweest. Hij duikt in 1063 voor het eerst op als hij aan de zijde van Rogier I van Sicilië vecht bij de Slag bij Cerami. Baileul trad vervolgens in dienst bij de Byzantijnen en maakte in 1071 deel uit van het leger van Romanos IV Diogenes, maar vocht hij niet mee in de Slag bij Manzikert. Ook diende hij de keizer in "Slavonië". Waarschijnlijk was hij betrokken geweest bij het neerslaan van de Bulgaarse opstand in 1071. Met de dood van de Normandische legerleider Robert Crispin in 1073 verkreeg Bailleul het commando over diens troepen.
In 1073 maakte zijn Normandische leger deel uit van het Byzantijnse leger van Isaak Komnenus dat de Byzantijnse grenzen in het oosten moest gaan herstellen. Er ontstond frictie tussen de legerleiding over de behandeling van de Normandiërs en Bailleul greep dit excuus aan om in opstand te komen tegen de Byzantijnen. Het Normandische leger vertrok en versloeg vervolgens een Seltsjoeks leger bij Melitene of Sebasteia.

### Machthebber in Anatolië
Bailleul wierp zich vervolgens op als alternatief voor het bewind van Byzantijnse keizer. Hij beloofde de lokale bevolking van Anatolië bescherming in ruil voor betaling. Vele gingen op het aanbod in, waarop er in het oosten een Normandische staat ontstond. In 1074 ondernam Byzantium een eerste poging om de opstand neer te slaan en stuurde keizer Michaël VII Doukas een leger op hem onder de leiding van zijn oom Johannes Doukas. Ook een Normandisch contingent maakte deel uit van dit leger en toen de Byzantijnen slag wilde leveren met Bailleul liepen deze over. Er volgde een slag waarin de Byzantijnen werden overwonnen en nam Johannes Doukas en diens zoon gevangen. Met deze overwinning werd de invloedssfeer van Bailleul uitgebreid tot aan de rivier de Sakarya.
Na deze overwinning trok hij op naar Constantinopel en verwoestte het huidige Üsküdar. Bailleul riep zijn krijgsgevangene Johannes uit tot keizer in een poging om een eigen marionettenregering te creëren. Michaël VII bood Bailleul vervolgens de titel van kouropalates aan als hij zich over zou geven, maar Bailleul weigerde dat. Hiermee overspeelde hij zijn hand, volgens historicus Levi Roach. Michaël huurde hierop een Turkse generaal in om korte metten te maken met Bailleul en deze slaagde daar ook in. De Turken verkochten hem echter weer voor losgeld aan zijn eigen familie.

### Ondergang
Hierop vroeg Michaël VII om de hulp van zijn zwager koning George II van Georgië die zijn leger in dienst stelde van generaal Nikephoros Palaiologos, maar deze kwam al snel zonder geld en middelen te zitten. De Byzantijnse keizer stuurde daarop een andere generaal om met de Normandiërs af te rekenen, Alexios I Komnenos. Deze zette een prijs op het hoofd van Bailleul. Een bondgenoot verraadde hem uiteindelijk en nam de Normandiër gevangen en droeg hij Bailleul over aan Alexios in Amaseia. Volgens de legenden zou Alexios hem daar de ogen hebben uitgestoken, wat Bailleul ongeschikt maakte om te heersen. Hij was in een paar jaar tijd uitgegroeid tot een betrouwbare beschermer van de lokale bevolking.
Hij werd in eerste instantie gevangen gezet in Constantinopel, maar in 1077 liet Michael VII hem vrij om tegen Nikephoros Bryennios de Oudere te vechten. Hij legerde zich in Perinthus en nadat Michaël VII was afgezet voegde Michaël's minister Nikephoritzes zich bij hem. Bailleul overleed kort daarna vrij plotseling en Nikephoritzes werd ervan verdacht dat hij Bailleul had vergiftigd.